# Scenting a Terrible Crime
Scenting a Terrible Crime è un cortometraggio muto del 1913 diretto da Edward Dillon. Fu il debutto sullo schermo di Tod Browning.

## Produzione
Il film fu prodotto dalla Biograph Company.

## Distribuzione
Distribuito dalla General Film Company, il film - un cortometraggio di 167,35 metri - uscì nelle sale cinematografiche USA il 9 ottobre 1913. Nelle proiezioni, veniva programmato con il sistema dello split reel, accorpato in un'unica bobina con un altro cortometraggio prodotto dalla Biograph, la commedia Never Known to Smile.
Non si conoscono copie ancora esistenti della pellicola che viene considerata presumibilmente perduta.